# 配位子場理論
配位子場理論（はいいしばりろん、英: ligand field theory）とは、金属錯体のd軌道の分裂を、「金属のd軌道と配位子の軌道との間の相互作用」によって説明する理論である。

## 結晶場理論の問題点
結晶場理論においてはd軌道の縮退が解ける原因を配位子の持つ負電荷が作る静電場に求めており、その結果、同じ価数の陰イオンであれば、同じ分裂の大きさになるという結論になる。しかし、実際には分裂の大きさは同じ価数であっても配位子の種類に依存し、I−＜Br−＜Cl−＜F− のようになることが知られている（分光化学系列）。また、一酸化炭素を配位子とする錯体でd軌道の分裂が大きくなることも説明できない。
このように、定量的にd軌道の分裂の大きさを示すには問題があった。

## 配位子場理論
配位子場理論においては金属のd軌道が配位子の軌道と相互作用することにより、エネルギーの低い軌道と高い軌道に分裂するためにd軌道の分裂が起こるとする。これによって分裂の大きさの定量的な評価が可能となった。
配位子場という言葉は結晶場という言葉に対して用いられたものである。結晶場は配位子を単なる負電荷として見た場合の静電場であるから、クーロン反発しか考慮していない。それに対して配位子場は配位子の原子核と電子を分子軌道法に従って考慮しているから、配位子との電子の共有による軌道の安定化も考慮した静電場となっている。
分子軌道法において2つの軌道が相互作用するのはそれらの軌道が点群の同じ対称種に属する場合に限られる。
そこで、配位子場理論においては複数の配位子の分子軌道の線形結合を考え、その対称性によって分類して、金属錯体のd軌道との相互作用を考える。この対称性によって分類した配位子の軌道を配位子群軌道という。

### 八面体錯体の例

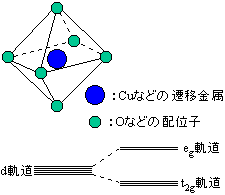
配位子場による d 軌道の分裂

例えば、正八面体型の6配位の金属錯体について考える。座標の原点に金属イオンを配置し、  x 軸、y 軸、z 軸上に6個の配位子を正八面体型に配置する。金属の持つ5つの d 軌道は、dz2 と dx2−y2 の2つの eg 対称種、および dxy、dyz、dxz の3つの t2g 対称種にわけられる。配位子群軌道として金属とσ結合するような結合だけを考える。すると、 a1g 対称種の軌道、 t1u 対称種の軌道、 eg 対称種の軌道ができる。そのため、eg 対称種に属する2つの d 軌道は同じ対称種の配位子群軌道と相互作用して2つの反結合性 eg 軌道になる。一方、t2g 対称種に属する3つの d 軌道は相互作用できる配位子群軌道が存在しないので、元のエネルギーのまま3つの非結合性 t2g 軌道になる。このようにして、d 軌道の縮退が解ける。

### π結合
一方、配位子群軌道として金属と π 結合するような結合を考える。すると、 t1g 対称種の軌道、 t1u 対称種の軌道、 t2g 対称種の軌道、 t2u 対称種の軌道ができる。この場合には、t2g 対称種に属する3つの d 軌道も同じ対称種の配位子群軌道と相互作用できる。
もし、相互作用した配位子群軌道に電子が既に入っている場合には、これらの電子が新たに生成した結合性軌道を占有するので、金属のd電子は新しく生成した反結合性 t2g 軌道に入らざるを得ない。そのため、配位子との相互作用が無かった場合に比べて d 軌道の分裂幅は小さくなる。
逆に、相互作用した配位子群軌道に電子が入っていない場合には、金属の d 電子は新しく生成した結合性 t2g 軌道に入ることができる。そのため、配位子との相互作用が無かった場合に比べて d 軌道の分裂幅は大きくなる。一酸化炭素やシアン化物イオンは、電子が入っている π 軌道よりも、電子が入っていない π* 軌道の方が金属錯体の d 軌道と強く相互作用するので、d 軌道の分裂が大きくなる。この現象は配位子の電子が金属に供与されて配位結合が形成されるのとは逆に、金属の d 電子が配位子に供与されているので逆供与と呼ばれる。